# Lisema Lebokollane
Lisema Lebokollane (ur. 24 lutego 1993) – sotyjski piłkarz grający na pozycji defensywnego pomocnika. Od 2017 jest zawodnikiem klubu Matlama FC.

## Kariera klubowa
Od 2017 roku Lebokollane gra w klubie Matlama FC. W sezonie 2019/2020 wywalczył z nim wicemistrzostwo, a w sezonie 2021/2022 - mistrzostwo Lesotho.

## Kariera reprezentacyjna
W reprezentacji Lesotho Lebokollane
zadebiutował 28 lipca 2019 w wygranym 3:2 meczu Mistrzostw Narodów Afryki 2020 z Południową Afryką, rozegranym w Maseru.